# Cot Uteuen Linteueng
Cot Uteuen Linteueng är ett berg i Indonesien.   Det ligger i provinsen Aceh, i den västra delen av landet, 1 800 km nordväst om huvudstaden Jakarta. Toppen på Cot Uteuen Linteueng är 408 meter över havet.
Terrängen runt Cot Uteuen Linteueng är huvudsakligen kuperad, men åt sydväst är den platt. Runt Cot Uteuen Linteueng är det glesbefolkat, med 14 invånare per kvadratkilometer. Närmaste större samhälle är Banda Aceh, 19,2 km väster om Cot Uteuen Linteueng. I omgivningarna runt Cot Uteuen Linteueng växer i huvudsak städsegrön lövskog.